# YeLLOW Generation
Le YeLLOW Generation sono state un gruppo J-pop giapponese.

## Storia
Le YeLLOW Generation vennero fondate nel 2002 dalle cantanti Yuki Suzuki, Yūko Asami e Hitomi Watanabe. 
 Poco tempo dopo la nascita firmarono un contratto con DefStar Records, sussidiaria di Sony Music. Il contratto portò all'esordio della band, che pubblicò il singolo Lost Generation il 5 giugno dello stesso anno. L'11 dicembre venne pubblicato il primo album, CARPE DIEM, ottenendo un buon successo di vendite. Il 30 dicembre vennero pubblicati (sia in formato DVD che VHS) Kitakaze to Taiyō PV Collection '02 summer (“北風と太陽”PV Collection '02 summer?) e Lost Generation PV Collection '02 spring (“LOST Generation”PV Collection '02 spring?), contenenti i videoclip (rispettivamente) dei singoli Kitakaze to Taiyō (北風と太陽?) e Lost Generation, il "making-of" degli stessi e alcuni video inediti. I loro più grandi successi furono però i singoli Kitakaze to Taiyō (北風と太陽?) (cover della idol Yuki Uchida) e Tobira no Mukō e (扉の向こうへ?) (seconda ending dell'anime Fullmetal Alchemist), pubblicati il 21 agosto 2002 e il 28 gennaio 2004. Il 10 gennaio 2005 venne pubblicato il secondo album, Life-sized Portrait, che ottenne un maggior numero di copie vendute rispetto al precedente lavoro. Il 7 dicembre venne pubblicato il DVD YeLLOW Generation Music Video Collection vol.3, contenente numerosi videoclip della band, incluso quello del singolo Dual, pubblicato quello stesso giorno. 
 Dopo circa un anno di silenzio, la band dichiarò il proprio scioglimento il 15 novembre 2006. 
 Il 22 dicembre 2010 la DefStar Records pubblicò il Greatest Hits GOLDEN☆BEST YeLLOW Generation, contenente tutte le loro canzoni più famose.
Dopo lo scioglimento del gruppo, le tre presero strade diverse:
- Yuki Suzuki, la cantante principale della band, iniziò una carriera solista nel 2009, cantando la sigla d'apertura dell'anime 07-GHOST.
- Yūko Asami divenne una conduttrice radiofonica, ma proseguì anche la carriera di cantante, registrando quattro singoli tra il 2007 e il 2009.
- Hitomi Watanabe intraprese la carriera di attrice, apparendo in diversi spot pubblicitari e fiction televisive.

## Formazione
- Yuki (ユキ?) – voce (2002-2006)
- Yūko (ユウコ?) – voce (2002-2006)
- Hitomi (ヒトミ?) – voce (2002-2006)

## Discografia

### Album in studio
- CARPE DIEM (2002)
- Life-sized Portrait (2005)

### Raccolte
- GOLDEN☆BEST YeLLOW Generation (2010)

### DVD
- Kitakaze to Taiyō PV Collection '02 summer (2002)
- Lost Generation PV Collection '02 spring (2002)
- YeLLOW Generation Music Video Collection vol.3 (2005)

### Singoli
- Lost Generation (2002)
- Kitakaze to Taiyō (2002)
- CARPE DIEM ~Ima, kono Shunkan o Ikiru~ (2002)
- Utakata (2003)
- Yozora ni Saku Hana ~eternal place~ (2003)
- Tobira no Mukō e (2004)
- YELLOW (2005)
- Tritoma (2005)
- Dual (2005)

### Altre apparizioni
- Various Artists – 31 Hits -The Japan Gold Disc Award 2003- (2003)
- Various Artists – Fullmetal Alchemist: Complete Best Edition (2005)